# Pavol Abrhan
Pavol Abrhan (ur. 25 lipca 1959 we Vráblach) – słowacki polityk, poseł do Rady Narodowej.

## Życiorys
W latach 1978–1983 studiował w Wyższej Szkole Rolniczej w Nitrze, następnie był zatrudniony w zjednoczonej spółdzielni rolniczej (JRD) w miejscowości Nové Zámky oraz Państwowym Zarządzie Melioracji (1985–1990) w miastach Nové Zámky, Levice i Bratysława.
W 1990 przystąpił do Ruchu Chrześcijańskiego-Demokratycznego. Był etatowym działaczem partyjnym, pracował także jako menedżer. Z ramienia KDH uzyskiwał mandat poselski w wyborach 2002, 2006, 2010 i 2012. Od 2004 był sekretarzem generalnym KDH, następnie objął obowiązki członka zarządu ugrupowania.